# Melby Kirke (Halsnæs Kommune)
 For alternative betydninger, se Melby Kirke. (Se også artikler, som begynder med Melby Kirke)
Melby Kirke er en kirke i Melby, beliggende ca. 3 km nordvest for Frederiksværk.
De romanske kampestensmure fra sidst i 1000-tallet ses tydeligt på nordmuren. Herefter er kirken blevet udvidet mindst fire gange – senest omkring 1500 hvor tårnet og den nærliggende kirkelade er tilføjet.
Bygningens indre er præget af et stort antal kalkmalerierer fra omkring 1540. De forestiller hovedsagligt ranker, blade og blomster.

## Eksterne kilder og henvisninger
- Wikimedia Commons har flere filer relateret til Melby Kirke (Halsnæs Kommune)
- Melby Kirke Arkiveret 31. januar 2011 hos  Wayback Machine hos nordenskirker.dk
- Melby Kirke hos KortTilKirken.dk
- Melby Kirke hos danmarkskirker.natmus.dk (Danmarks Kirker, Nationalmuseet)